# جاك إيتكن
جاك إيتكن (بالإنجليزية: Jack Aitken) هو سائق سيارة سباق بريطاني، ولد في 23 سبتمبر 1995 في لندن في المملكة المتحدة.

## وصلات خارجية
- الموقع الرسمي
- جاك إيتكن على موقع DriverDB.com (الإنجليزية)